# Скворец (песня)
«Скворе́ц» («Глу́пый скворец») — песня советской и российской рок-группы «Машина времени», сочинённая Андреем Макаревичем. Была записана во Всесоюзной студии грамзаписи «Мелодия» в 1983 году. Издавалась в альбомах «Парад ансамблей 2» и «В добрый час» с отредактированным по требованию органов цензуры текстом. Критикой интерпретировалась в широком смысле как аллегорическая песня о человеке, выступившим против сложившихся законов существования. Журналистами отнесена к числу основных шлягеров «Машины времени» середины 1980-х годов.

## Запись и выпуск
Песня была написана Андреем Макаревичем в период до середины 1981 года. Толчком к её сочинению, как утверждал автор, послужило творчество британской рок-группы The Police, музыку которой Макаревич часто слушал в тот период. «Скворец» был впервые исполнен во время выступления в Волгограде в июне 1981 года, а ещё через год — включён в концертную программу «Машины времени». Отличительной особенностью концертной аранжировки песни стало продолжительное гитарное соло во вступлении, сочинённое, со слов Макаревича, под впечатлением от песни House Burning Down американского музыканта Джими Хендрикса. Партию скворца на флейте исполнял Сергей Рыженко — бывший участник ансамблей «Последний шанс» и «Футбол», — присоединившийся к основному составу «Машины времени» летом 1982 года.
В 1983 году группа получила возможность записать новые на тот момент песни, включая «Скворца», в московском отделении Всесоюзной студии грамзаписи «Мелодия». По воспоминаниям Макаревича, на запись в студию тогда приходил композитор Владимир Матецкий. В это время, как и до 1980 года — в «подпольный период» творчества «Машины времени», — участники группы, как признавался Макаревич, всё ещё «не мыслили категориями альбомов», но накопив в очередной раз некоторое количество новых песен, искали возможность для их записи. Студийный вариант мелодии «Скворца» был изменён, в сравнении с её концертной аранжировкой, однако гитарное соло во вступлении было сохранено.

### Участники записи
| - Андрей Макаревич — вокал, гитара, - Александр Кутиков — бас-гитара, - Александр Зайцев — клавишные, | - Валерий Ефремов — ударные, - Сергей Рыженко — флейта. |  |

В 1984 году фонограмма песни была включена в состав сборного альбома «Парад ансамблей 2», в 1986 году — издана на первой долгоиграющей пластинке группы «В добрый час», а в 2019 году ремастеринговая версия «Скворца» вошла в трек-лист альбома «50», выпущенного к пятидесятилетнему юбилею «Машины времени». По поводу выхода сборника «Парад ансамблей 2» исследователь Ю. Доманский замечал, что поклонников группы в своё время не мог не привлечь факт выпуска «Скворца» на одной пластинке с песнями «типичных ВИА» и «профессиональных» рок-групп в условиях нерегулярно формировавшейся официальной дискографии коллектива.
К моменту выхода пластинки «В добрый час» песню «Скворец» называли в числе лучших композиций «Машины времени», одним из главных концертных хитов группы. Согласно опросу «ведущих диск-жокеев» Москвы и Ленинграда, проведённому критиком Артемием Троицким зимой 1984 года, «Скворец» входил в десятку танцевальных хитов того периода. Песню стали исполнять «во дворах под гитару», со временем она перешла в состав основных шлягеров «Машины времени» середины 1980-х годов.
В августе 1985 года группа представила песню на выступлении в рамках культурной программы XII Всемирного фестиваля молодёжи и студентов в Москве, а в мае 1986 года — на закрытии первого официального московского рок-фестиваля «Рок-панорама-86». На концертах середины 1980-х годов гитарное соло во вступлении к песне часто исполнялось в несколько изменённом, восточном стиле. «Скворец» оставался в концертном репертуаре «Машины времени» до начала 1990-х годов, после чего песню играли только в отдельных случаях, как например, на юбилейном концерте к сорокапятилетию коллектива в 2014 году.

## Изменения в тексте
По требованию цензоров «Мелодии» перед студийной записью 1984 года в текст «Скворца» были внесены изменения, а именно — первая строка песни и четвёртый стих второго куплета были заменены другими строками. Как предполагал в этой связи Ю. Доманский, необходимость отказа от первоначальных вариантов могла объясняться содержащимися в них сомнениями в силе человека — и не просто человека, а человека советского, — которые виделись «если не антисоветскими, то уж несоветскими точно».

| Первые строки первого куплета, • первоначальный вариант: «Куда нам против природы? И дело дрянь, и лету конец». | Последние строки второго куплета, • первоначальный вариант: «Какой он всё-таки глупый — Кому теперь нужны смельчаки!» |  |

| • Изменённый вариант: «Никто не шутит с природой, И дело дрянь, и лету конец». | • Изменённый вариант: «Какой он всё-таки глупый — С природой воевать не с руки!» |  |

Риторический вопрос «Куда нам против природы?», «со всей очевидностью» предполагавший, как считал Доманский, неспособность человека противостоять природе, тем более — её победить, противоречил точке зрения советской пропаганды. Согласно этой точке зрения, человек «царствует» над природой, поворачивает реки вспять, и в общем, словами биолога Ивана Мичурина, «не может ждать милостей от природы», его задача — «взять их у неё». А риторическое восклицание «Кому теперь нужны смельчаки!», по мнению исследователя, может рассматриваться как ответная реплика в диалоге не столько с горьковской старухой Изергиль, замечавшей, что в жизни «всегда есть место подвигам», сколько с «выросшим» из этой фразы советским штампом.
Расширяя границы анализа текста песни и оценивая глобальность внесённых в него изменений, Доманский отмечал, что в 1980-е годы «Скворец» «Машины времени» чаще всего воспринимался слушателями не как «орнитологическая зарисовка» о птице, вопреки природе, не захотевшей улетать с приходом зимы, а как песня о человеке, который «пошёл против течения», бросив вызов «законам существования, системе (в каком угодно понимании), наконец, природе (в самом широком смысле)». Риторический рефрен «Что за глупый скворец!» воспринимался не как голос автора, а как голос общества, толпы, как «такой голос, с которым автор уж точно не согласен». В сознании слушателя, как считал исследователь, Макаревич был на стороне тех самых бунтарей, которых «ожидает тюрьма», при этом сам он «никакой тюрьмы не боится». Вместе с признанием «ничтожности» человека, содержащимся в строке «Куда нам против природы?», которой начинался первоначальный текст песни, внимание в этой строке акцентировалось на том, что «даже при такой оценке всегда найдётся кто-то, кто сможет протестовать». Заменившая же её строка «Никто не шутит с природой» являлась «нелепо дидактическим, несущим „истину» выражением, получившим отголосок во второй изменённой фразе «С природой воевать не с руки!» и «лишённым субъектной закреплённости» (ср.: отрицательное местоимение «никто» в изменённом варианте вместо местоимения первого лица «нам» в первоначальном варианте).
Замена двух строк в тексте песни привела к трансформации на смысловом уровне: если изначально скворец оказывался «в роли борца», идущего вопреки системе и тем симпатичного автору и слушателю, и только толпой названного глупым, то в редакции песни, записанной на «Мелодии», скворец оказался глупым и в оценке автора тоже. Таким образом, скворец-герой превратился в скворца-глупца, а сама песня в новой редакции, заключал Доманский, стала пародией на саму себя прежнюю. Между тем, будучи порождённым неким «компромиссом художника и властей» и не улучшив «качество» песни, второй вариант «Скворца» тем не менее «обогатил произведение новыми смыслами». Из этого компромисса, в результате которого автор «пожертвовал самым дорогим» — песнями, являвшимися для многих слушателей «своеобразным откровением», — и складывается, по мнению исследователя, «культурная и социальная репутация биографического автора».

## Два «Скворца»
В 1986 году в советский кинопрокат вышел музыкальный фильм режиссёра Александра Стефановича «Начни сначала» с участием в одной из ролей Андрея Макаревича. Для звуковой дорожки фильма авторы отобрали несколько композиций и музыкальных тем, сочинённых Макаревичем и Александром Кутиковым, в том числе и песню, начинавшуюся строками: «Я вопросом озабочен: / Отчего скворец свистит?». По сюжету фильма главный герой, молодой бард, вместе с другими актёрами записывает эту песню на несколько голосов для радиопостановки музыкальной сказки. Данный эпизод, по мнению Ю. Доманского, «отчётливо соотносится» с написанной за несколько лет до выхода фильма песней «Скворец»: хотя её и нет в фильме, но она может быть «подключена» к его смыслам. Несмотря на то, что характеры скворцов из обеих песен соотносятся, исследователь усматривал между ними существенную разницу. Так, если в песне из фильма Стефановича перед нами «шуточный извод жизни свободной птицы, которая делает (в отличие от остальных) то, что хочет», то в популярной песне «Машины времени» мы наблюдаем драму того, «кто пошёл вопреки существующим порядкам, противопоставил себя всем остальным». Итог двух песен кардинально различен:
| Последний куплет «Скворца» из фильма «Начни сначала»: «И оттого с утра до ночи Тут и там скворец свистит. Оттого, что лёгкий Очень-очень. И летит, куда хотит. — Хочет!» | Последний куплет «Скворца» из альбома «В добрый час»: «Укрыты снегом аллеи, И он не изменил ничего, Быть может, стало лишь чуть-чуть теплее От одинокой песни его...» |  |

Таким образом, песня, которая не была включена в фильм «Начни сначала», но которая, благодаря другой песне, «присутствует там имплицитно», может быть спроектирована и на характер главного героя, который «поёт вопреки всему и надеется своей песней сделать этот мир лучше».

## Оценки и влияние
Газета «Волжский комсомолец» отнесла «Скворца» к числу песен о выборе жизненной позиции и об ответственности за этот выбор перед окружающими: «можно делать „как все“ (улететь вместе со всеми), а можно делать, как подсказывает совесть и сердце (остаться и петь зимой, за что скворца, конечно же, окрестили глупым)». В статье «Эпитафия „Машине времени», опубликованной в «Литературной газете» в 1988 году, критик Александр Щуплов упрекал группу в уходе от актуальной социальной проблематики в «повествование об отвлечённых явлениях и понятиях» — тяготении к жанру притчи, к которому он относил и песню «Скворец». При этом «предельную примитивность» сюжетов этих песен-«притч» он считал согласующимися с «предельной примитивностью» нравоучений, содержащихся в них. Так, сомнения «аллегорического скворца» — «Куда улетать, / Зачем его куда-то зовут, / Если здесь его дом, его песни, / Его родина тут», — с точки зрения Щуплова, «без труда разрешат наши первоклашки». Впрочем, импонировавшие слушателям разных возрастных групп «многозначительные намёки» — «Какой он всё-таки глупый / Кому теперь нужны смельчаки!», — продолжал критик, «подстёгивали» воображение и рождали сопереживание участникам «Машины времени». Пусть речь в песне шла и об «абстрактных скворцах», замечал Щуплов, слушатели понимали, что хотели сказать «смельчаки из „Машины времени».
В аннотации к альбому «В добрый час» музыкальный критик Алексей Баташев отнёс «литературные корни» Андрея Макаревича к серебряному веку русской поэзии и эпохе The Beatles, а в числе его избранных произведений упомянул, в том числе и песни, в которых «жили и послушные хозяйские марионетки, и непослушные глупые скворцы». Н. Нежданова определила лирического героя Макаревича как «идущего по жизни напролом» безрассудного бунтаря-одиночку, отметив при этом, что с этической точки зрения можно понять «бунт» глупого скворца, оставшегося на зиму в городе, ведь зимой его песня нужнее. 
Вадим Симонов охарактеризовал песню «Скворец» как один из «провокационных хитов», не вписывавшихся в рамки идеологии, с иносказательностью текста, перенятой автором, в свою очередь, от бардов.
В отзыве на юбилейный концерт в честь сорокалетия «Машины времени» музыкальный критик Сергей Соседов приводил «Скворца» в качестве примера песен группы, которые не только не устарели, но обрели «в новую эпоху новые оттенки смысла». По его мнению, «не сдающийся невзгодам» «Скворец» звучал тогда «удивительно современно» и патриотично. Критик отмечал в тексте песни «мало слов», но при этом «много мысли», «здорового юмора» и «доброй иронии». Мелодию «Скворца» он характеризовал как «лёгкую, отрывистую, бодрую, построенную на приёме staccatо», которая «блестяще имитирует прыжки скворца с ветки на ветку, его „вспорхи“ и „трели». Спроектировав текст песни «на жизнь отдельно взятого человека», Соседов обнаружил в них общее, отметив, что эта «незатейливая вещица» — в том числе и про него. Он охарактеризовал «Скворца» как один из «маленьких шедевров», которые предстоит «ещё открывать и открывать».
Группа «Ляпис Трубецкой» записала кавер-версию «Скворца» в стиле ска-панк для трибьют-альбома «Машинопись». Эта версия песни была положительно оценена критикой: как отмечал Сергей Райтер, «Ляпис Трубецкой“ дал такого ураганного „Скворца“, что ещё долго из наушников валит дым». Сам лидер группы Сергей Михалок вспоминал, что «Скворец» был одной из наиболее часто звучавших песен на русском языке, которые «крутили» на первых кассетных магнитофонах «старшие товарищи» во времена юности музыканта. Он также обратил внимание на то, что группа «Ляпис Трубецкой» «несмотря на уговоры, увещевания, возможности», «политические коллизии, смены режимов» никогда за свою историю не уезжала из «родного города Минска, держалась своих корней, своего белорусского „рутса [с англ. roots — „корни“]», заключив, что песня «Скворец» — про группу «Ляпис Трубецкой».
В эфире телепередачи «Достояние республики» в 2011 году журналист Вадим Пономарёв упоминал об одной из глав книги Андрея Макаревича «Вначале был звук: Маленькие иSTORYи», в которой автор рассуждал о правилах написания «хорошей» песни, заключив в итоге, что научить этому невозможно. Пример со «Скворцом», по мнению Пономарёва, «замечательно иллюстрирует» тезис о невозможности научиться создавать хиты, так как эта песня «совершенно противоречит» правилам, описанным в книге, однако при этом стала хитом. В этом же телеэфире журналист Дмитрий Дибров охарактеризовал «Скворец» как автобиографическую песню, увидев общее в «позиции» её героя и самого автора, когда мысль о том, «чего бы, например, не улететь кое-куда, где побольше платят за песни» отвергается.
В рецензии к альбому «50» журналист Алексей Мажаев замечал, что при виде пометок к песням «remastered 2019» в трек-листе альбома задавался вопросом, не исчезнут ли из «классической» версии «Скворца», как и других песен 1980-х годов, «невероятные электронные спецэффекты, которые теперь выглядят слишком наивно», «неточные рифмы и проскакивающие банальности», которые давно стали частью истории и культуры нашей страны.
В публикации О. Максимовой предложено производить исследование лингвокультурологического потенциала русской авторской песни, способствующее более глубокому пониманию русской культуры, при изучении русского языка, в том числе, на примере анализа культурных концептов и ценностей «человека»-главного героя песни «Скворец».

### Комментарии
1. ↑  На конвертах музыкальных альбомов озаглавлена «Скворец», в книге стихотворений и песен Андрея Макаревича «Семь тысяч городов» — «Глупый скворец»[1].
2. ↑  В книге «Семь тысяч городов» включена в раздел „Восьмидесятые годы“, первое известное концертное исполнение относится к июню 1981 года.
3. ↑  Позже, в 2007 году он выступил музыкальным продюсером альбома Time Machine, записанного «Машиной времени» в лондонской студии Abbey Road.
4. ↑  В альбоме были изданы, среди прочих, композиции таких вокально-инструментальных ансамблей, как «Веселые ребята» и «Пламя», и таких рок-групп, как «Автограф» и «Земляне»[6].
5. ↑  К 1984 году официальную дискографию «Машины времени» с пятнадцатилетней, на тот момент, историей составляли четыре гибких пластинки, три миньона и несколько сборных долгоиграющих пластинок. Количество песен группы на каждом из этих релизов не превышало двух, а общее количество композиций, выпущенных к указанному году на всех релизах, без учёта дублирования песен, не достигло десяти.
6. ↑  «Но всех бунтарей ожидает тюрьма» — цитата из песни Андрея Макаревича «Кого ты хотел удивить?»[17].